# Enrique Simonet
Enrique Simonet Lombardo né à Valence le 2 février 1866 et mort à Madrid le 20 avril 1927 est un peintre espagnol.

## Biographie

### Enfance
Enrique Simonet naît le 2 février 1866 à Valence de parents natifs de Malaga. Sa première vocation est ecclésiastique, mais il l'abandonne pour se consacrer à la peinture. Malgré sa naissance à Valence et ses études à l'Académie royale des beaux-arts San Carlos dans sa ville natale, il se lie au cercle malaguène par suite de son arrivée rapide dans la ville de Malaga, de ses origines familiales, de sa formation artistique et de son activité professionnelle. Il étudie aussi dans l'atelier du Valencien Bernardo Ferrándiz (es) à Malaga et fait ainsi partie de ladite école malaguène de peinture (es).

### Départ vers Rome et autres voyages
En 1887, il part comme pensionné à l'Académie espagnole des beaux-arts de Rome (es), où il réalise La Décapitation de saint Paul (conservée dans la cathédrale de l'Incarnation de Malaga), et profite de son séjour pour voyager dans toute l'Italie. Il visite Paris à plusieurs reprises et, en 1890, parcourt la Méditerranée.
En 1890, il réalise aussi à Rome son œuvre la plus célèbre, Anatomie du cœur, aussi connue sous le titre Et elle avait un cœur ! ou L'Autopsie. Il se rend en terre sainte, où il se documente pour son monumental Flevit super illam (Il pleura sur elle), œuvre qui lui vaut la première médaille à l'Exposition internationale de Madrid de 1892 et des prix à l'Exposition universelle de 1893 à Chicago, à Barcelone en 1896 et à l'Exposition universelle de 1900 à Paris.
En 1893 et en 1894, il se rend au Maroc comme correspondant de guerre de La Ilustración Española y Americana et, en 1901, obtient la chaire d'études des formes de la nature et de l'art à l'école des beaux-arts de Barcelone, où il réside désormais, bien qu'il passe les étés à Vigo.

### Dernières années
En 1911, il fait partie de l'Académie royale des beaux-arts de San Fernando à Madrid et, de 1921 à 1922, il est directeur de la résidence El Paular pour paysagistes. En effet, il se consacre aussi à la peinture décorative et à la peinture de paysages, dont se détachent ses quatre grandes Allégories du droit, au palais de justice de Barcelone, et ses huit Allégories des provinces, au palais de justice de Madrid.
Il meurt le 20 avril 1927 après être devenu professeur de l'école spéciale de peinture, de sculpture et de gravure de Madrid.

## Œuvres

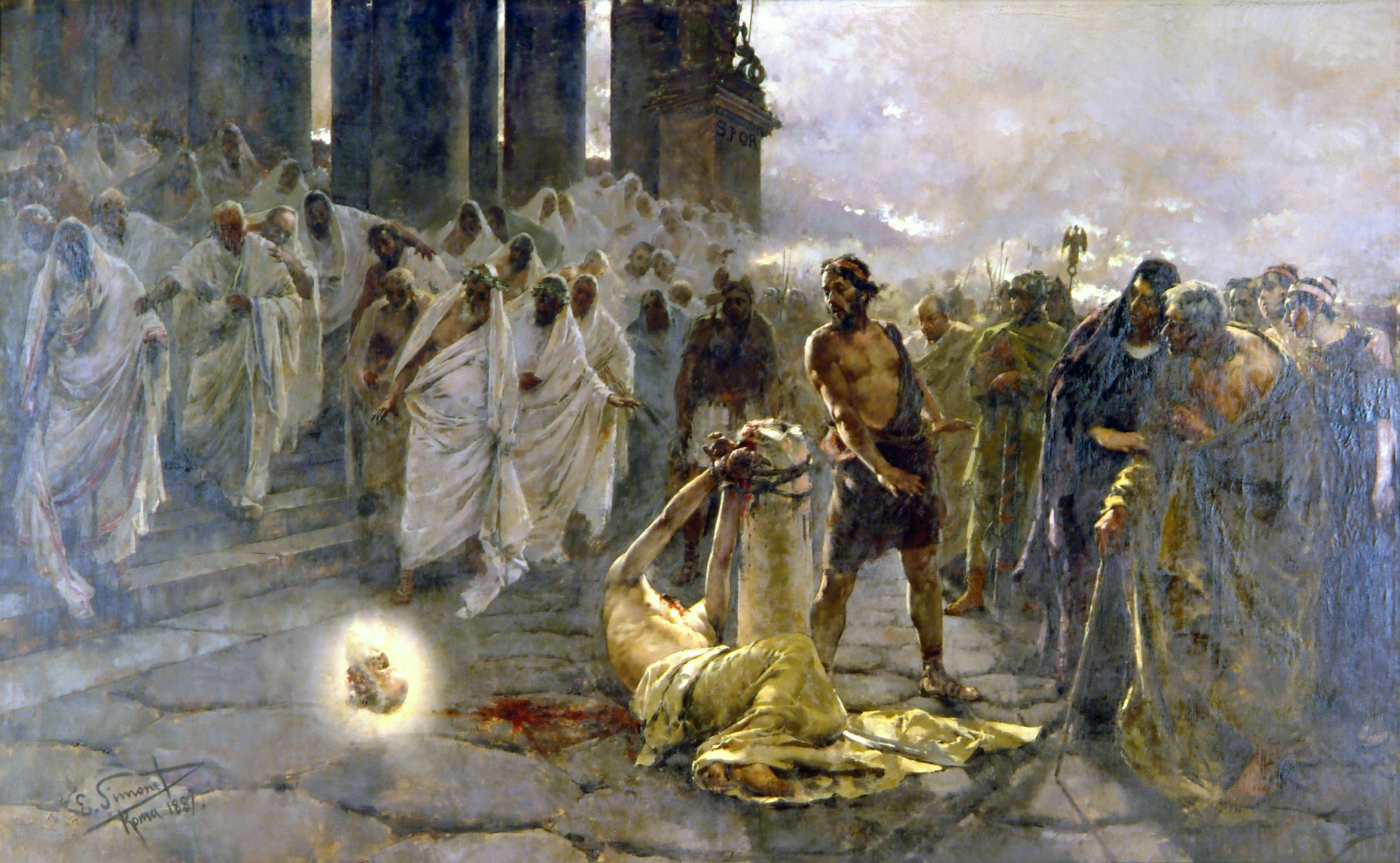
La Décapitation de saint Paul(1887), Malaga, cathédrale de l'Incarnation.
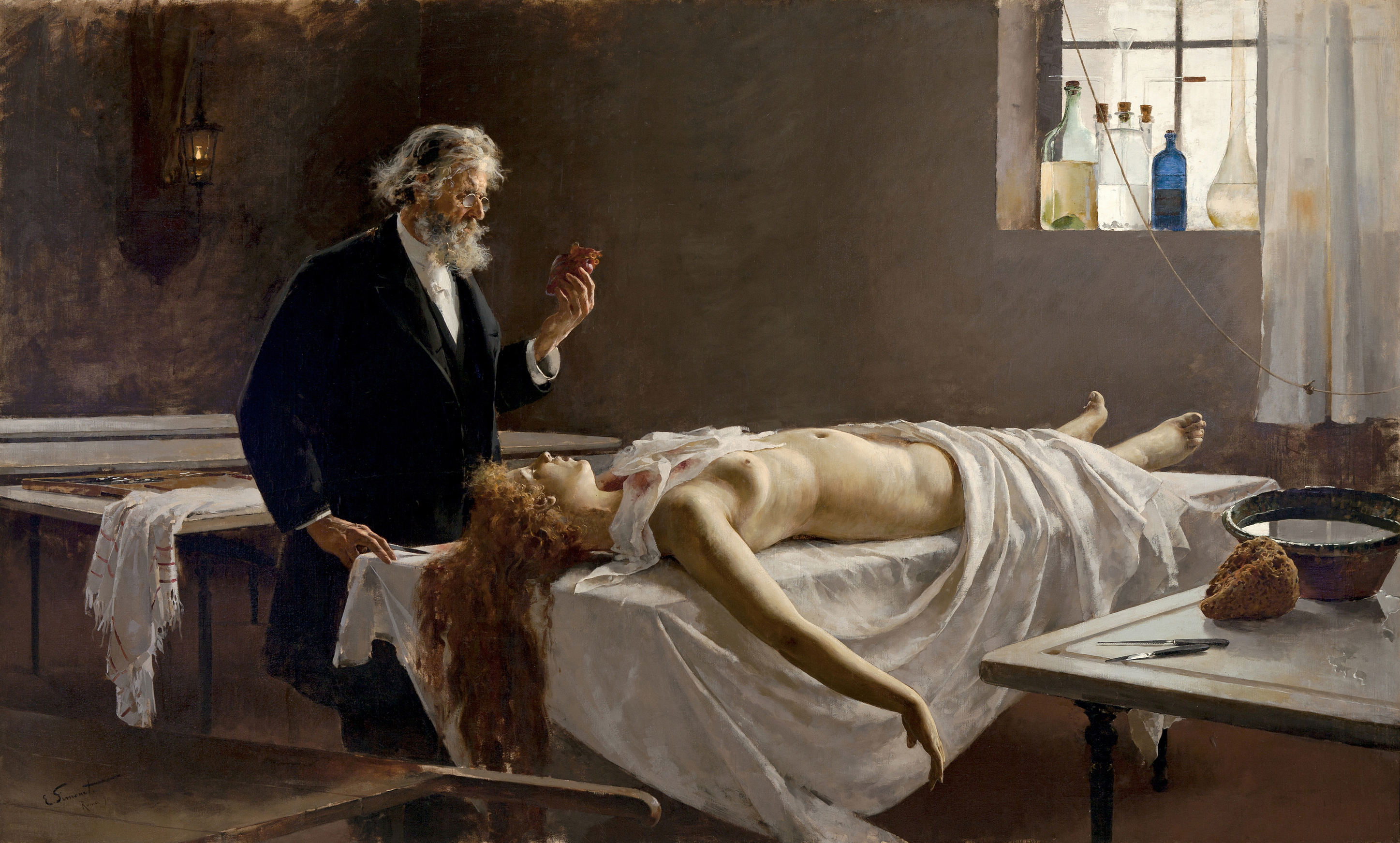
Anatomie du cœur (1890), huile sur toile, 177 × 291 cm, musée de Malaga.
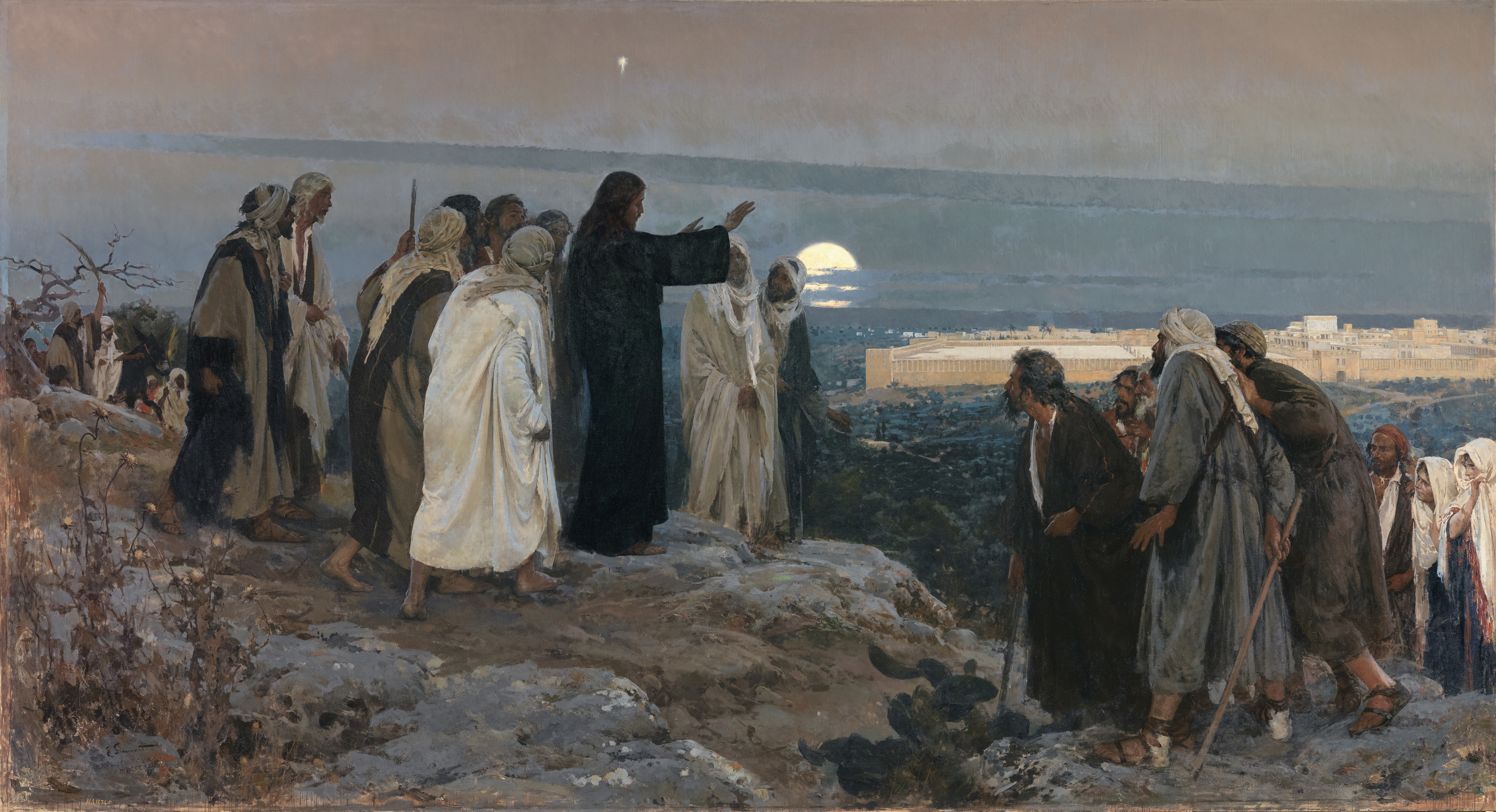
Flevit super illam (« Il pleura sur elle », 1892), huile sur toile, 305 × 555 cm, Madrid, musée du Prado.
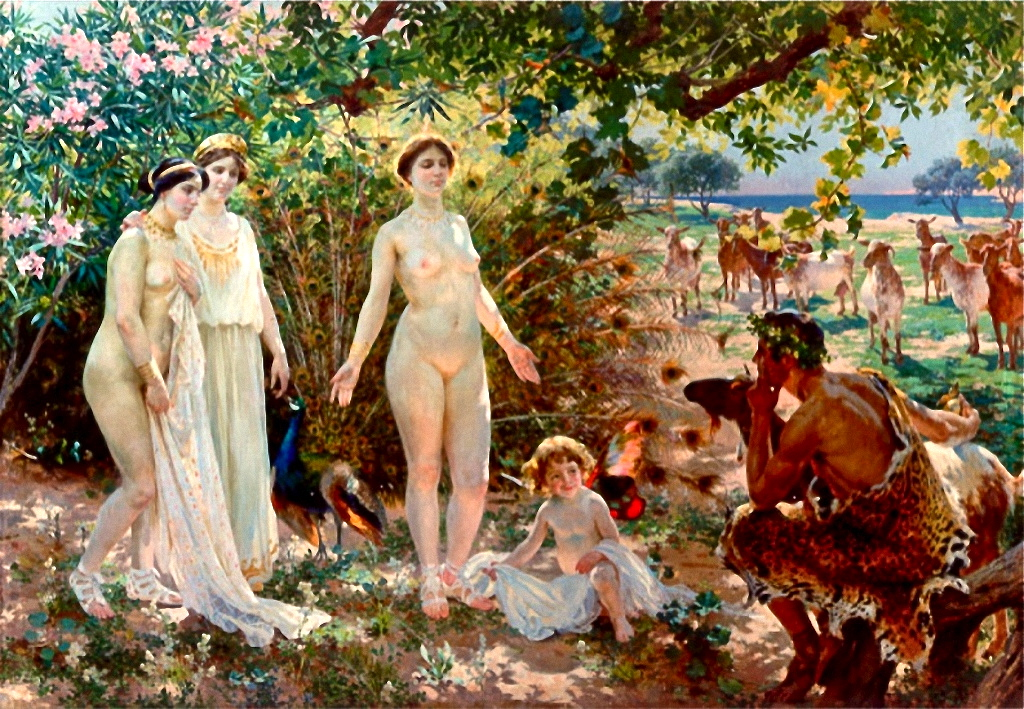
Le Jugement de Pâris (1904), huile sur toile, 215 × 331 cm, musée de Malaga.